# کوجی گیوتوکو
کوجی گیوتوکو (انگلیسی: Koji Gyotoku؛ زادهٔ ۲۸ ژانویهٔ ۱۹۶۵) بازیکن فوتبال اهل ژاپن است.
از باشگاه‌هایی که در آن بازی کرده‌است می‌توان به باشگاه فوتبال ناگویا گرامپوس اشاره کرد.